# LXXXI Korpus Armijny (III Rzesza)
LXXXI Korpus Armijny – niemiecki korpus piechoty, uczestniczył w okupacji Francji oraz walkach z aliantami zachodnimi. 
Sformowany został 28 maja 1942 roku w okupowanej Francji na bazie XXXII Dowództwo Korpusu. Uczestniczył w okupowaniu Francji, a od 1944 roku podlegając 15 Armii walczył z wojskami alianckimi wyzwalającymi Francję. W 1945 roku został zniszczony w Zagłębiu Ruhry.

## Dowódcy
- gen. Adolf Kuntzen (do 4. September 1944)
- gen. Friedrich-August Schack (4.09.1944 - 20.09.1944)
- gen. Friedrich Köchling (21.09.1944 - 10.03.1945)
- gen. por. Ernst-Günther Baade (10.03.1945 - 13.04.1945)[3]

## Struktura organizacyjna
Stan w czerwcu 1944 roku:
- 84 Dywizja Piechoty
- 245 Dywizja Piechoty
- 346 Dywizja Piechoty
- 348 Dywizja Piechoty
- 711 Dywizja Piechoty
- 17 Dywizja Polowa Luftwaffe